# Мерино-и-Мельчор, Мигель
Мигель Мерино-и-Мельчор (исп. Miguel Merino y Melchor; 24 апреля 1831, Вильяфранка-Монтес-де-Ока, Бургос — 7 марта 1905, Мадрид) — директор Мадридской астрономической обсерватории, академик Королевской Испанской академии наук, сенатор парламента Испании.

## Биография
В возрасте 21 года он был назначен профессором исчисления бесконечно малых в подготовительной школе гражданских и горных инженеров. В 1856 году он был назначен директором отдела телеграфного корпуса, школой которого в Мадриде он руководил. С 1859 года он начал работать в астрономической обсерватории в должности второго астронома. В 1864 году получил звание первого астронома. В 1861 году он участвовал в определении широты обсерватории по звездным путям. Результаты подтвердили значения, полученные Агиларом в 1853 году. С 14 апреля 1871 года по 24 марта 1872 года и с 27 июля 1882 года по 21 октября 1887 года он исполнял обязанности директора обсерватории на временной основе. С 21 октября 1887 года по 13 декабря 1898 года занимал эту должность на постоянной основе.
В 1863 году он участвовал в определении разности долготы между Мадридом и Парижем совместно с французским математиком Леверье. С 6 декабря 1866 года академик Королевской Испанской академии наук, где занимал должности вице-секретаря и генерального секретаря. Являлся одним из участников избрания Сантья́го Каха́ля членом академии в 1897 году. Был сенатором, в 1901—1905 годах, по назначению академии.
Являлся членом генерального совета Географическо-статистического института, где занимался астрономо-геодезическими вопросами (определение координат и азимутов географических объектов). Делегат Испании в Международной геодезической ассоциации по вопросу соединения европейских геодезических сетей с сетями Северной Африки через Средиземное море. Он руководил организацией и выполнением астрономических наблюдений по определению географических координат геодезических пунктов. За эту работу французское правительство наградило его орденом Почетного легиона. С 1877 года почетный член Испанского общества медицинской гидрологии. Также являлся советником народного просвещения и членом постоянной комиссии мер и весов. Имел научную степень доктора точных наук.

## Научные труды
Среди его научных интересов были астрономическая география, определение географических координат астрономическими методами или средствами. Он также интересовался историей научной деятельности в Испании, был участником Polémica de la ciencia española.

### Список трудов
- «Фигура земли»
- «Астрономические инструменты»
- «Краткое известие о морских путешествиях и последовавших за ними важнейших географических открытиях или более знаменитых»
- «Астрономическая география. Метод определения широты по первой вертикали»
- «Затмения звезд, наблюдаемые в Мадриде»
- «О новой звезде в созвездии Возничего»
- «Наблюдение за прохождением Меркурия по диску Солнца от 1894 года, проведенное в мадридской обсерватории»
- «Ответная речь Мигеля Мерино»
- «Научная культура в Испании в шестнадцатом веке»
- «Выступления перед Королевской академией точных, физических и естественных наук, на публичном приеме достопочтенного господина Асискло Фернандеса Валлина»